# Aphyocharax
Cá mai quế (Danh pháp khoa học: Aphyocharax) là một chi cá trong họ Characidae, nhiều loài cá trong chi được nuôi làm cá cảnh. Đây là loài cá hiền lành thường sống theo bầy đàn, trong bể sống chủ yếu ở tầng giữa của bể. Thức ăn thường dùng những loại thức ăn nhỏ mịn, và khi sinh sản thường đẻ trứng phân tán, sau khi nở cá con ăn ấu trùng tôm. Trong đàn thường thì những con đực màu sắc sặc sỡ hơn nhưng con cái.

## Các loài
- Aphyocharax agassizii (Steindachner, 1882)
- Aphyocharax alburnus (Günther, 1869) (goldencrown tetra)
- Aphyocharax anisitsi C. H. Eigenmann & C. H. Kennedy, 1903 (bloodfin tetra)
- Aphyocharax colifax Taphorn & Thomerson, 1991
- Aphyocharax dentatus C. H. Eigenmann & C. H. Kennedy, 1903
- Aphyocharax erythrurus C. H. Eigenmann, 1912 (flame tail tetra)
- Aphyocharax gracilis Fowler, 1940
- Aphyocharax nattereri (Steindachner, 1882)
- Aphyocharax paraguayensis C. H. Eigenmann, 1915 (dawn tetra)
- Aphyocharax pusillus Günther, 1868
- Aphyocharax rathbuni C. H. Eigenmann, 1907 (redflank bloodfin)
- Aphyocharax yekwanae Willink, Chernoff & Machado-Allison, 2003